# ترانه‌شناسی گاتسون
گات‌سون، یک گروه پسر با سبک پاپ کره ای، تا کنون 3 آلبوم استدیویی، ۱۳ آلبوم چند آهنگه و ۲۰ تک آهنگ کره ای و ژاپنی منتشر کرده است. گات سون در ژانویه ۲۰۱۴ تحت نظر شرکت سرگرمی جی‌وای‌پی انترتینمنت با آلبوم چند آهنگه گرفتی؟ فعالیت خود را آغاز کرد. این آلبوم در جدول آلبوم‌های سرکل رتبه دوم را کسب کرد. آهنگ اصلی این آلبوم، دختران دختران دختران، موفق شد خود را به رتبه 21 جدول آلبوم‌های سرکل برساند. در اکتبر ۲۰۱۴ گاتسون با اولین تک آهنگ ژاپنی خود، دور دنیا فعالیت خود را در ژاپن شروع کرد و موفق به کسب رتبه سوم در جدول رده بندی Oricon شد. ۱ ماه بعد، گات‌سون به کره برگشت تا اولین فول آلبوم خود Identify را منتشر کند.

## آلبوم ها

### آلبوم های استدیویی
| عنوان                  | جزئیات آلبوم | میزان فروش                  |
| Identify               | - منتشر شده در: 18 نوامبر 2014 (کره) - ناشر: جی‌وای‌پی انترتینمنت - دارای نسخه CD، بارگیری موسیقی                        | - کره: 91,595 - ژاپن: 6,482 |
| Moriagatteyo           | - منتشر شده در: 3 فوریه 2016 (ژاپن) - ناشر: اپیک رکوردز ژاپن، سونی میوزیک انترتینمنت - دارای نسخه CD, digital download | - ژاپن: 30,457              |
| Flight Log: Turbulence | - منتشر شده در: 27 سپتامبر 2016 (کره) - ناشر: JYP Entertainment - دارای نسخه CD، digital download                      |                             |
| Present: You           | - منتشر شده در: 17 سپتامبر 2018 (کره) - ناشر: JYP Entertainment - دارای نسخه CD، digital download                      |                             |

### ریپکیج (انتشار مجدد به همراه آهنگ های جدید)
| عنوان              | جزئیات آلبوم                                                                                     | میزان فروش |
| Mad Winter Edition | - منتشر شده در: 23 نوامبر 2015 (کره) - ناشر: JYP Entertainment - دارای نسخه CD، digital download |            |
| Present: You & Me  | - منتشر شده در: 3 دسامبر 2018 (کره) - ناشر: JYP Entertainment - دارای نسخه CD، digital download  |            |

### آلبوم های ویدیویی
| عنوان                                | جزئیات آلبوم                                                                                          | میزان فروش |
| GOT7 Arena Special 2017 "My Swagger" | - منتشر شده در: 25 آوریل 2018 (ژاپن) - ناشر: Epic، Sony Music Japan - دارای نسخه CD, digital download |            |

## آلبوم های چند آهنگه
| عنوان                 | جزئیات آلبوم | میزان فروش |
| --------------------- | --- | ---------- |
| ?Got It               | - منتشر شده در: 20 ژانویه 2014 (کره) - ناشر: JYP Entertainment - دارای نسخه CD، digital download                                  |            |
| Got Love              | - منتشر شده در: 23 ژوئن 2018 (کره) - ناشر: JYP Entertainment - دارای نسخه CD، digital download                                    |            |
| Just Right            | - منتشر شده در: 13 ژوئن 2018 (کره) - ناشر: JYP Entertainment - دارای نسخه CD، digital download                                    |            |
| Mad                   | - منتشر شده در: 30 سپتامبر 2015 (کره) - ریپکیج : (Mad Winter Edition) - ناشر: JYP Entertainment - دارای نسخه CD، digital download |            |
| Flight Log: Departure | - منتشر شده در: 21 مارس 2016 (کره) - ناشر: JYP Entertainment - دارای نسخه CD، digital download                                    |            |
| Hey Yah               | - منتشر شده در: 16 نوامبر 2016 (ژاپن) - ناشر: Epic، Sony Music Japan - دارای نسخه CD, digital download                            |            |
| Flight Log: Arrival   | - منتشر شده در: 13 مارس 2016 (کره) - ناشر: JYP Entertainment - دارای نسخه CD، digital download                                    |            |
| 7For7                 | - منتشر شده در: 10 اکتبر 2017 (کره) - ناشر: JYP Entertainment - دارای نسخه CD، digital download                                   |            |
| Turn Up               | - منتشر شده در: 15 نوامبر 2017 (ژاپن) - ناشر: Epic، Sony Music Japan - دارای نسخه CD, digital download                            |            |
| Eyes on You           | - منتشر شده در: 12 مارس 2018 (کره) - ناشر: JYP Entertainment - دارای نسخه CD، digital download                                    |            |
| I Won't Let You Go    | - منتشر شده در: 30 ژانویه 2019 (ژاپن) - ناشر: Epic، Sony Music Japan - دارای نسخه CD, digital download                            |            |
| Spinning Top          | - منتشر شده در: 20 می 2019 (کره) - ناشر: JYP Entertainment - دارای نسخه CD، digital download                                      |            |
| Love Loop             | - منتشر شده در: 31 ژوئن 2019 (ژاپن) - ناشر: Epic، Sony Music Japan - دارای نسخه CD, digital download                              |            |
| Call My Name          | - منتشر شده در: 4 نوامبر 2019 (کره) - ناشر: JYP Entertainment - دارای نسخه CD, digital download                                   |            |
| DYE                   | - منتشر شده در: 20 آوریل 2020 (کره) - ناشر: JYP Entertainment - دارای نسخه CD, digital download                                   |            |